# Aquerreta
Aquerreta (Akerreta en euskera y oficialmente) es una localidad española del municipio de Esteríbar, perteneciente a la Comunidad Foral de Navarra.

## Historia
Hacia mediados del siglo XIX, el lugar, ya por entonces perteneciente a Esteríbar, tenía contabilizada una población de 39 habitantes. Aparece descrito en el segundo volumen del Diccionario geográfico-estadístico-histórico de España y sus posesiones de Ultramar de Pascual Madoz con las siguientes palabras:

AQUERRETA: l. del valle, ayunt. y arciprestazgo de Esteribar, en la prov., aud. terr. y c. g. de Navarra, part. jud. de Aoiz, merind. de Sangüesa, dióc. de Pamplona: sit. en llano á las inmediaciones del r. Arga, con libre ventilacion y clima saludable. Tiene 8 casas y una igl. parr. dedicada á la Transfiguracion del Señor, servida por un cura párroco titulado abad. Los niños de este pueblo acuden á la escuela de primeras letras, que para todos los del valle hay en Larrasoaña, dist. 1/8 de leg., cuyo maestro percibe 1,456 rs. anuales. Confina el térm. con el de la espresada v. y los de Irure, Zuriain é Ilurdoz. El terreno es bastante fértil y abraza 1,200 robadas, de las cuales se cultivan 380 que regularmente redituan 2 1/2 por 1.; las restantes son baldias donde se crian buenos pastos para el ganado. Hay tambien 2 bosques de pinos, robles y arbustos que dan leña para construccion y combustible. Prod.: trigo, cebada, maiz, algunas habas y berzas, sostiene ganado vacuno, de cerda, lanar y cabrio, y hay caza de liebres, conejos y perdices. pobl.: 8 vec.; 39 alm.: contr.: con su valle y ayuntamiento.
(Madoz, 1845, p. 367)

En 2023, la entidad singular de población tenía empadronados 9 habitantes.

## Patrimonio

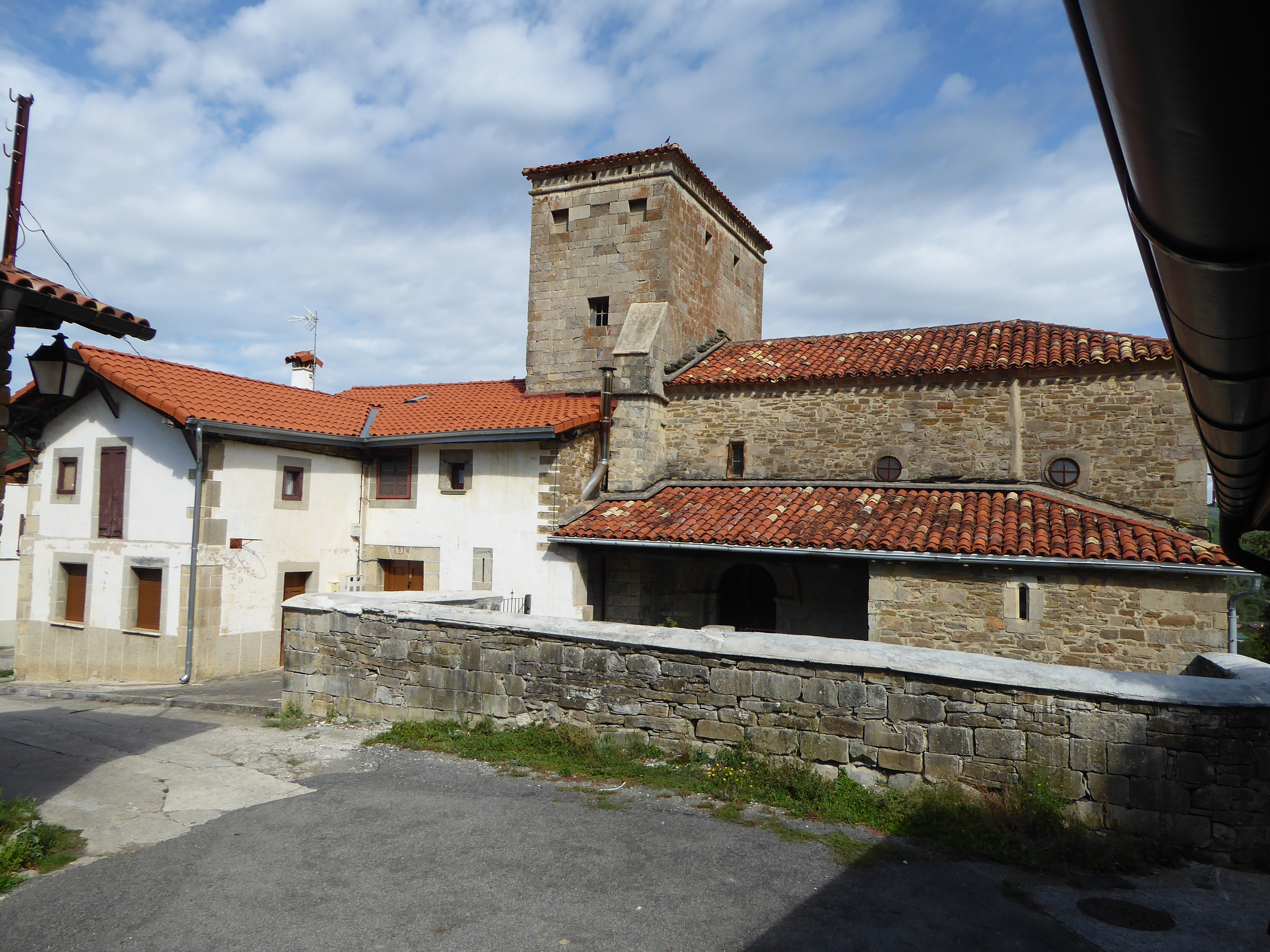
La iglesia de la Transfiguración

Hay en la localidad una iglesia de la Transfiguración.